# 이병민 (언어학자)
이병민(한국 한자: 李炳玟, 1961년 12월 24일~)은 대한민국의 영어영문학자 겸 영어 교육학자이고, 번역가 겸 언어학자이자 대학 교수 겸 교육인이다.
그는 숙명여대 영문과 교수를 역임했으며, 현재 서울대학교 영어교육학과 교수로 재직중이다. 숙명여대 재직 중 국내 최초의 컴퓨터를 기반으로 하는 《영어 말하기 및 쓰기 평가시험(SMU-MATE)》을 개발하는데 주도적인 역할을 했으며, 국내 최초의 TESOL 대학원을 설립하는데 기여했다. 저서로 '외국어 학습 교수의 원리(4, 5판, 공역), '영어, 내 마음의 식민주의(공저)', '좌우파 사전(공저)', 및 초중고등학교 검인정 영어교과서 등이 있다. 2008년 이명박 정부 출범 당시 영어몰입교육과 관련하여 신문 칼럼 등을 통해 영어몰입교육의 문제점을 제기했으며
, 이밖에도 우리나라 영어교육의 바람직한 방향에 대해서 칼럼을 통해 입장을 제시하고 있다.

## 학력
- 서울대학교 언어학과 학사
- 텍사스 대학교 대학원 영어교육학과 교육학 석사
- 텍사스 대학교 대학원 영어교육학과 교육학 박사